# Ange Kessi
Ange Kessi Kouamé Bernard, né le 26 septembre 1961 à Arrah en Côte d'Ivoire, est un officier supérieur ivoirien, ex-commissaire du gouvernement et procureur milliaire nommé depuis 2000.  

## Biographie
Ange Kessi naît le 26 septembre 1961 à Arrah son village, dans la région du Moronou, région située à l'est de la Côte d'Ivoire.

### Formation
Ange Kessi Kouamé Bernard commence ses études primaires à Arrah là où il est né. Il fera ses premiers pas à l’école catholique garçon d’Arrah en 1968. C’est en 1974 qu’il fait le premier cycle du secondaire et y obtient le diplôme de Bepc au collège moderne de Bondoukou. Il est ensuite orienté au lycée Technique d’Abidjan pour effectuer le second cycle du secondaire avant d’être titulaire du Baccalauréat série B (Sciences économiques).
En juin 1985, il obtient une maîtrise en économie à l`Université de Cocody, puis accède par concours en 1987, au cycle supérieur de l’école nationale d’administration de la marine de Cherbourg en France d’où il sort major de promotion. Après un master en droit maritime à l’université maritime mondiale de Malmö en Suède, il met le cap sur le judiciaire, sort diplômé de l’École Nationale d’Administration d’Abidjan option magistrature. Il complète par la suite sa formation à l’école de justice militaire de Newport aux États-Unis.
Ange Kessi est aussi titulaire d’un Diplôme d’Etudes Approfondies(DEA) en économie de l’Université Félix Houphouët Boigny.

### Carrière
Ange Kessi commence sa carrière en tant que chargé d’études à l’agence judiciaire du trésor ivoirien avec son diplôme de DEA en économie. En 1987, il rejoint la marine national puis devient Lieutenant en 1989, Capitaine en 1994, Commandant en 2000, Lieutenant-colonel en 2005. De 1997 à 1999 il est juge d’instruction.
Il est nommé commissaire du gouvernement et procureur militaire d’Abidjan par Intérim, en avril 1999 par le président Henri Konan Bédié . Il sera officiellement reconnu dans ses fonctions sous le régime du général Robert Gueï en 2000, ainsi que par le président Laurent Gbagbo, et enfin par Guillaume Soro, alors premier ministre et ministre de la défense, qui lui demande, le 4 mai 2011, d’ouvrir « une enquête complète sur tous les événements constitutifs de crimes et de délits qui se sont déroulés après le scrutin présidentiel du 28 novembre 2010 ».
En 2019, Ange Kessi obtient le grade de contre-amiral (général de brigade)
Après 23 ans en tant que commissaire du gouvernement à la tête du tribunal militaire d’Abidjan, le magistrat militaire part à la retraite, et est remplacé par le magistrat commandant Kouadio Konan Judicaël, un officier supérieur,.

## Distinctions
- 2001 : Chevalier de l’Ordre du mérite Ivoirien
- 2004 : Médailles des Forces Armées
- 2017 : Officier de l’Ordre du mérite
- 2018 : Officier du mérite Maritime
- 2023 : Prix National d’Excellence pour la lutte contre la corruption[12]